# 斗蔵寺
斗蔵寺（とくらじ）とは宮城県角田市小田字斗蔵にある真言宗智山派の寺院である。山名は安狐山。斗蔵山山頂にある。奥州三十三観音第四番になる。斗蔵寺は大同2（807）年坂上田村麻呂が建立し千手観音を安置したと言われている。拝観料は個人300円、10名以上の団体で200円、高校生以下無料。見学時間は午前10時から午後3時まで。なお、斗蔵寺観音堂の奥には斗蔵神社がある。

## 文化財
- 銅造千手観音像懸仏（県指定文化財、秘仏）
- 木造千手観音立像（市指定文化財）
- 二十八部衆像及び風神像、雷神像（市指定文化財）

## 交通アクセス
- 阿武隈急行角田駅から斗蔵山駐車場まで車・タクシーで約15分
- 阿武隈急行角田駅から斗蔵ハイキングコースで山頂まで約１時間35分[1]。